# Huiyang

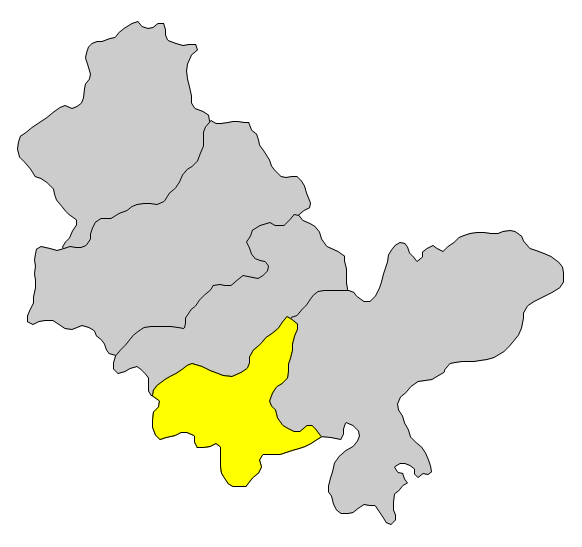
Lage des Stadtbezirks Huiyang innerhalb des Verwaltungsgebietes von Huizhou

Der Stadtbezirk Huiyang (chinesisch 惠阳区, Pinyin Huìyáng Qū) ist ein Stadtbezirk in der südchinesischen Provinz Guangdong. Er gehört zum Verwaltungsgebiet der bezirksfreien Stadt Huizhou. Huiyang hat eine Fläche von 1.205 km² und zählt 1.404.137 Einwohner (Stand: Zensus 2020).

## Administrative Gliederung
Auf Gemeindeebene setzt sich der Stadtbezirk aus vier Straßenvierteln und sechs Großgemeinden zusammen. 